# Muurschildering Zeeburgerdijk
De Muurschildering Zeeburgerdijk is een kunstwerk in Amsterdam-Oost.
Zeeburgerdijk 49 maakt deel uit van een noordelijke gevelwand met huisnummers 27 tot en met 49 van de Zeeburgerdijk. De gebouwen dateren van omstreeks 1914. De bebouwing hield hier op, want ook toen lag hier op maaiveldniveau de spoorlijn Amsterdam-Utrecht. Deze spoorlijn werd van 1932 tot 1942 op een kunstmatig dijklichaam geplaatst. Tussen het blok Zeeburgerdijk en de spoorlijn ontstond een dode plek, die eerst nog in gebruik was van een bedrijfje dat hier een soort garagebox had. Het gebouwtje verdween en de bewoners van nummer 49 zagen zich geconfronteerd met een dode hoek en een groot grijs gevelvlak, dat daklozen en drugsverslaafden aantrok. Om het hoekje een versie uitstraling te geven, lieten zij een muurschildering aanbrengen door The  London Police (Chaz Barrison en Bob Gibson). The London Police kwam met een kleurig geheel waarin ook hun eigen Lads (vrolijke poppetjes) te zien zijn. Zij beeldden echter ook een buurtbewoonster af, de vlag van Amsterdam, een rondvaartboot en enkele grachtenpanden. Een van de grachtenpanden die de kunstenaars hebben afgebeeld is het grachtenpand Prinsengracht 70; dit gebouw had The London Police al eerder voorzien van een mural. Die mural komt als een citaat uit eigen werk terug. Het schilderij met de vrouw die de vlag van Amsterdam vasthoudt werd onthuld vlak nadat bekend werd dat Amsterdam haar eerste vrouwelijke burgemeester kreeg in de persoon van Femke Halsema, een toevalligheid. De initiatiefnemer uit de buurt staat ook als Lad op de muurschildering; hij zou met wandelstok voor zijn deur staan.  